# Rockport (Indiana)
Rockport è una città degli Stati Uniti d'America, situata nello Stato dell'Indiana e in particolare nella Contea di Spencer, della quale è anche il capoluogo. La comunità si trova lungo il fiume Ohio.